# Hugo Naude
Pieter Hugo Naudé  (23 juillet 1868 - 5 avril 1938) est un peintre sud-africain issu de la communauté afrikaner.
Pieter Hugo  Naudé  est né en 1868 à Worcester dans la colonie du Cap. 
En 1889, il débarque en Angleterre pour y faire des études. Doué en peinture, il rencontre dans la capitale britannique Olive Schreiner qui le soutient dans sa démarche artistique et le présente à Havelock Ellis qui lui facilite l'entrée à l'école des arts de Londres. 
Après ses études, il travaille un temps en Italie avant de revenir en Afrique du Sud en 1896 où il met en peinture la ferme familiale. Il voyage ensuite à travers tout le pays jusqu'aux chutes Victoria en Rhodésie du Sud.  
En 1902, il rejoint la société sud-africaine des artistes grâce à laquelle il peut présenter ses œuvres au travers d'expositions de peinture. 
De 1904 à 1913, il s'installe à Worcester où il aménage un studio de peinture (aujourd'hui le  Hugo Naudé Art Centre). Il retourne ensuite à Londres puis à Munich pour y compléter ses connaissances graphiques. 
En 1915, il épouse Julia Brown et en 1917 ses peintures sont reprises dans une publication consacrée aux paysages sud-africains et éditées par une maison d'édition consacrée à l'art dans l'empire britannique.  
Impliqué dans la vie locale de Worcester, il s'intéresse également au scoutisme auquel il adhère. À sa mort, il lègue son œuvre artistique à la ville de Worcester.

## Expositions
- 1902 : Première exposition de la South African Society of Artau Cap
- 1910 : S.A National Union Exhibition, Johannesburg
- 1924 : S.A Section, Empire Exhibition, Wembley
- 1930 : S.A. Academy Exhibition, Johannesburg
- 1948 : Overseas Exhibition of S.A Art, Tate Gallery
- 1953 : Rhodes Centenary Exhibition, Bulawayo
- 1969 : Retrospective Exhibition, Pretoria Art Museum

Plusieurs de ses peintures sont en permanence exposées au Johannesburg Art Gallery, à la S.A National Gallery au Cap, au Pretoria Art Museum, à la Durban Art Gallery, à la Ann Bryant Gallery à East London, à la William Humphreys Gallery de Kimberley, à l'Albany Gallery de Grahamstown, à la Queenstown Art Gallery et à la Worcester City Council (Hugo Naudé Collection)